# 密集金刚

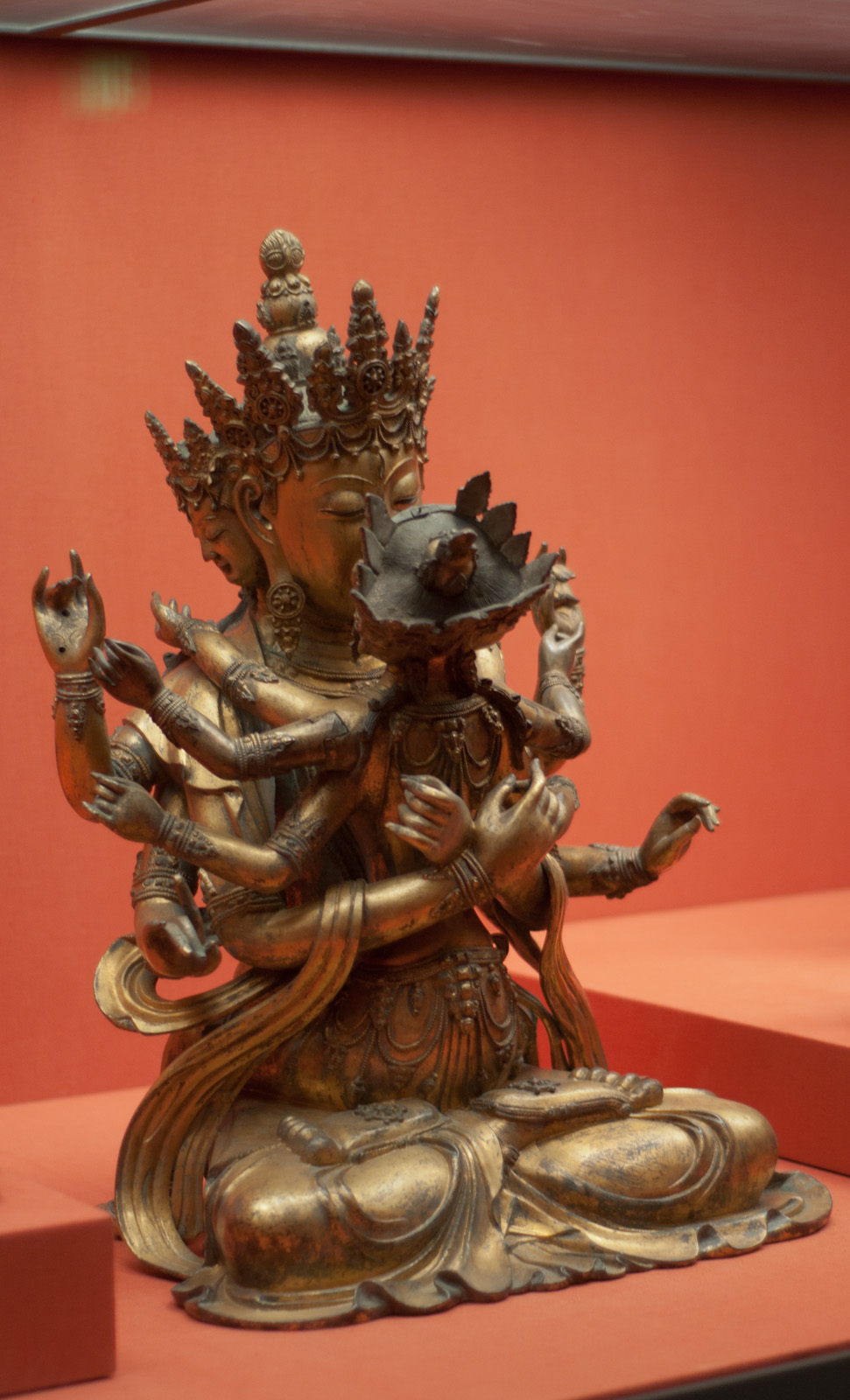
密集金剛

密集金刚（梵：Guhyasamāja vajra，藏語：གསང་འདུས་），也称“密聚金刚”，藏传佛教密宗修习观想的五大本尊之一，格鲁派三大本尊之一，为无上瑜伽部父续本尊，為馬爾巴譯師所傳承，也是格鲁派创始人宗喀巴大师的守护神。

## 秘密集會怛特羅
《秘密集會怛特羅》是密教無上瑜伽父續的代表經典，又稱《秘密集會》。無論是梵本，或藏譯、漢譯的《秘密集會怛特羅》均計由十八分（章）組成，藏譯本前十七分為〈根本怛特羅〉，最后一分稱爲〈續怛特羅〉。相當的漢譯本為宋·施護于西元1002年所譯的《佛說一切如來金剛三業最上祕密大教王經》七卷，收錄于《大正藏》第十八冊。漢譯本并未將第十八分特別區分出來。此《秘密集會》在印度及西藏頗爲流行，但在漢地未受廣泛注意。

## 密集金剛像
密集金刚形像多为双身，结跏趺坐，有中蓝、左红、右白三头像，表示慈悲、息灾和降魔之功德。每面有三目，表示观照过去、现在、未来。主尊躯体为蓝色，象征佛教最高真理。主尊头戴五叶冠，象征五佛或五菩萨，结跏趺坐在莲台。有六只手臂，都持有法物，两主臂拥抱明妃，并分别拿金刚杵、金刚铃，象征智慧与方法成就；居上右手持法轮，象征法轮常转；居上左手持宝珠，象征所求如愿；居下右手握匕首，象征割断一切无明；居下左手拿莲花，象征智慧清净。
此尊的明妃叫可触金刚佛母，身体一般也为蓝色，也有三头、六臂，上两手搂金刚颈项，其余四手所持的法物与主尊一致，双腿盘于金刚腰部。